# Deeds of Flesh
A Deeds of Flesh amerikai brutális/technikás death-metal zenekar. 1993-ban alakultak meg a kaliforniai Los Osos-ban. Zenei hatásukként főleg a Suffocationt jelölték meg. Eddig 8 nagylemezt jelentettek meg. Erik Lindmark énekes-gitáros 2018-ban elhunyt. 

## Tagok
- Jacoby Kingston – ének (1993–2007, 2020–present), basszusgitár (1993–2007)
- Craig Peters – gitár (2011–)
- Ivan Munguia – basszusgitár (2012–)
- Darren Cecsa – dob (2016–)

Korábbi tagok
- Erik Lindmark – ének, gitár (1993–2018; 2018-ban elhunyt)
- Joey Heaslet – dob (1993–1996, 1998–1999)
- Brad Palmer – dob (1996–1998)
- Jimmy Tkacz – gitár (1998–1999)
- Roderick Williams Jr. – gitár (1998)
- Derek Boyer – basszusgitár (1998)
- Mike Hamilton – dob (1999–2016)
- Jared Deaver – gitár (1999–2001)
- Sean Southern – gitár (2005–2011)
- Erlend Caspersen – basszusgitár (2007–2012)
- Corey Athos – ének (2011–2012)

## Stúdióalbumok
- Trading Pieces (1996)
- Inbreeding the Anthropophagi (1998)
- Path of the Weakening (1999)
- Mark of the Legion (2001)
- Reduced to Ashes (2003)
- Crown of Souls (2005)
- Of What's to Come (2008)
- Portals to Canaan (2013)
- Nucleus (2020)